# Dvoreček (Františkovy Lázně)
Zbytky osady Dvoreček (německy Höflasgut) se nachází v části Krapice města Františkovy Lázně, v okrese Cheb v Karlovarském kraji, nedaleko silnice spojující Dolní Lomany a Ostroh, směrem na Antonínovu Výšinu. U osady vede cyklotrasa 36.

## Historie
Ve 14. století je zde zmiňováno panské sídlo, tehdy snad ještě tvrz, poprvé zmiňovanou jako Höfelein roku 1392. Tu v letech 1467–1590 vlastnili Wirspergerové, kteří na Chebsku představují předchůdce lutheránů. V roce 1712 sídlo zakoupilo spolu s Poustkou a Krapicemi město Cheb. To zde nechalo panské sídlo přestavět na zámeček Höfflass s poplužním dvorem, dále ovčárnu a myslivnu. V roce 1835 byla myslivna prodána a myslivec se musel přestěhovat na hrad Seeberg. Před rokem 1850 je zde uváděno 5 budov a v nich 67 obyvatel. Od roku 1850 spadali pod Horní Lomany, od roku 1922 pod Krapice. K roku 1930 jsou pak uváděny 4 domy a 51 obyvatel. Po roce 1945 osadu získal do správy státní statek. V roce 1960 došlo k přičlenění Dvorečku a Krapic k Františkovým Lázním. V roce 1980 byla úředně zrušena. Postupně docházelo k demolicím většiny domů (mezi nimi i zámečku) a dochovala se jen bývalá hospodářská stavení. Na území zaniklé osady roste památný strom označovaný jako dub letní ve Dvorečku.

## Obyvatelstvo
Při sčítání lidu v roce 1921 zde žilo 47 obyvatel, všichni německé národnosti, kteří se hlásili k římskokatolické církvi.
| Rok            | 1869 | 1880 | 1890 | 1900 | 1910 | 1921 | 1930 | 1950 | 1961 | 1970 | 1980 | 1991 | 2001 | 2011 |
| -------------- | ---- | ---- | ---- | ---- | ---- | ---- | ---- | ---- | ---- | ---- | ---- | ---- | ---- | ---- |
| Počet obyvatel | 42   | 59   | 63   | 49   | 56   | 47   | 51   | 8    | 26   | 24   | -    | -    | 14   | 18   |
| Počet domů     | 5    | 5    | 5    | 5    | 5    | 4    | 4    | 3    | -    | 3    | -    | -    | 3    | 4    |